# The Best American Mystery Stories
 The Best American Series  è una pubblicazione annuale della casa editrice statunitense Houghton Mifflin, iniziata nel 1997 come parte della  collana The Best American Series.
Essa raccoglie una selezione dei migliori racconti gialli con elementi soprannaturali in lingua inglese, edite nei dodici mesi precedenti dalle riviste e dalle antologie negli USA. 

Il metodo di scelta è simile a quello degli altri testi che compongono la The Best American Series: il direttore della collana - Otto Penzler nel caso specifico - identifica 50 titoli, fra i quali un con-direttore ospite, nominato ogni anno, filtra ulteriormente i 20 racconti da inserire all'interno dell'edizione della The Best American Mystery Stories. I rimanenti 30 titoli vengono inseriti in appendice.

## Direttori ospiti
- 1997:  Robert B. Parker
- 1998:  Sue Grafton
- 1999:  Ed McBain
- 2000:  Donald Westlake
- 2001:  Lawrence Block
- 2002:  James Ellroy
- 2003:  Michael Connelly
- 2004:  Nelson DeMille
- 2005:  Joyce Carol Oates
- 2006:  Scott Turow
- 2007:  Carl Hiaasen
- 2008:  George Pelecanos
- 2009:  Jeffery Deaver
- 2010:  Lee Child
- 2011:  Harlan Coben
- 2012:  Robert Crais
- 2013:  Lisa Scottoline
- 2014:  Laura Lippman
- 2015:  James Patterson
- 2016:  Elizabeth George
- 2017:  John Sandford
- 2018:  Louise Penny